# Satō Chōzan
Satō Chōzan (japanisch 佐藤 朝山, auch 佐藤 玄々 Satō Gengen, 阿吽洞 Satō Aundō), eigentlicher Name 佐藤 清蔵 Satō Seizō (geboren am 19. August 1888 in Fukushima; gestorben am 14. September 1963) war ein japanischer Bildhauer der Taishō- und Shōwa-Zeit.

## Leben und Werk
Satō Seizō machte eine Lehre beim Holzschnitzer Yamazaki Chōun (1867–1954) und nannte sich entsprechend Chōzan (朝山). Später nannte er sich Gengen (玄々). Satō wurde 1914 assoziiertes Mitglied des privaten Nihon Bijutsuin (日本美術院, englisch Japan Art Institute). Von 1922 bis 1924 hielt Satō sich in Frankreich auf, wo er sich unter Antoine Bourdelle weiterbildete.
Nach seiner Rückkehr nach Japan entwickelte Satō einen eigenen Stil, indem er seinen traditionell geschnitzten Werken eine moderne „westliche“ Note gab. Er schuf einige Bronze-Skulpturen, aber seine wichtigeren Werken entstanden aus Holz. Ab der Mitte seiner Schöpfungsperiode verstärkte er zunehmend den ursprünglich-östlichen Charakter seiner Arbeiten. 1937 wurde er Mitglied der Akademie der Künste. 1940 wurde er für seine Bronzestatue des Nara-Beamten Wake no Kiyomaro mit dem Asahi-Preis ausgezeichnet.
Zu den repräsentativen Werken Satōs gehören „Prinzessin Shakuntala und König Doshanta“ (シャクンタラ姫とドウシャンタ王 Shakuntara-hime to Dōshanta-ō), „Weibliche Katze“ (雌猫 Mesu-neko), „Falke“ (鷹 Taka) und „Chinakohl“ (白菜 Hakusai). Auch die etwas überladene Himmelsfee (天女像 Tennyo-zō) im Kaufhaus Mitsukoshi in Tōkyō stammt von ihm.